# ŽNL Ličko-senjska 2018./19.
ŽNL Ličko-senjska u sezoni 2018./19. predstavlja jedinu županijsku ligu u Ličko-senjskoj županiji, te ligu petog stupnja hrvatskog nogometnog prvenstva. 
 U natjecanju sudjeluje 8 klubova, koji igraju dvokružnu ligu (14 kola). 
 
Ligu je osvojio "Gospić 91".

## Sudionici
- Bunjevac-Gavran Krivi Put
- Croatia 92 Lički Osik
- Gospić 91
- Lika 95 Korenica
- Novalja
- Plitvice Mukinje (Plitvička Jezera)
- Sokolac Brinje
- Velebit Žabica

## Ljestvica
| mj. | klub                                | ut. | pob. | ner. | por. | gol+ | gol- | bod     |
| --- | ----------------------------------- | --- | ---- | ---- | ---- | ---- | ---- | ------- |
| 1.  | Gospić 91                           | 14  | 11   | 1    | 2    | 35   | 11   | 34      |
| 2.  | Novalja                             | 14  | 10   | 0    | 4    | 37   | 24   | 30      |
| 3.  | Croatia 92 Lički Osik               | 14  | 8    | 2    | 4    | 43   | 28   | 25 (-1) |
| 4.  | Plitvice Mukinje (Plitvička Jezera) | 14  | 7    | 1    | 6    | 28   | 24   | 22      |
| 5.  | Velebit Žabica                      | 14  | 6    | 1    | 7    | 25   | 30   | 19      |
| 6.  | Sokolac Brinje                      | 14  | 5    | 0    | 9    | 26   | 42   | 15      |
| 7.  | Bunjevac-Gavran Krivi Put           | 14  | 4    | 1    | 9    | 29   | 32   | 10 (-3) |
| 8.  | Lika 95 Korenica                    | 14  | 2    | 0    | 12   | 13   | 45   | 5 (-1)  |

## Rezultatska križaljka
Ažurirano: 12. lipnja 2019. 
| kratica | klub                                | BUG | CRO | GOS | LIK  | NOV | PLI | SOK | VEL |
| --- | ----------------------------------- | --- | --- | --- | ---- | --- | --- | --- | --- |
| BUG | Bunjevac-Gavran Krivi Put           |     | 1:3 | 2:4 | 3:0  | 2:4 | 1:1 | 6:1 | 1:2 |
| CRO | Croatia 92 Lički Osik               | 2:0 |     | 1:0 | 10:0 | 2:5 | 2:1 | 4:1 | 4:4 |
| GOS | Gospić 91                           | 3:0 | 1:1 |     | 6:1  | 4:0 | 0:1 | 4:2 | 2:1 |
| LIKA | Lika 95 Korenica                    | 2:5 | 0:4 | 1:3 |      | 0:1 | 4:1 | 0:2 | 2:3 |
| NOV | Novalja                             | 3:4 | 3:0 | 0:1 | 2:1  |     | 3:1 | 5:1 | 2:1 |
| PLI | Plitvice Mukinje (Plitvička Jezera) | 1:0 | 6:5 | 0:2 | 4:0  | 2:3 |     | 5:0 | 1:0 |
| SOK | Sokolac Brinje                      | 4:3 | 5:0 | 1:4 | 0:2  | 3:2 | 2:1 |     | 1:2 |
| VEL | Velebit Žabica                      | 2:1 | 1:5 | 0:1 | 1:0  | 2:4 | 2:3 | 4:3 |     |
| |                                     |     |     |     |      |     |     |     |     |
| podebljan rezultat - utakmice od 1. do 7. kola (1. utakmica između klubova) rezultat normalne debljine - utakmice od 8. do 14. kola (2. utakmica između klubova) rezultat nakošen - nije vidljiv redoslijed odigravanja međusobnih utakmica iz dostupnih izvora rezultat nakošen i smanjen * - iz dostupnih izvora nije uočljiv domaćin susreta prekrižen rezultat - poništena ili brisana utakmica p - utakmica prekinuta 3:0 p.f. / 0:3 p.f. - rezultat 3:0 bez borbe |                                     |     |     |     |      |     |     |     |     |

 Izvori: 

## Najbolji strijelci
Izvori: 
 
Strijelci 10 i više golova u ligi.   
| 17 golova - Kristijan Kustić (Novalja) 16 golova - Mihael Eldić (Croatia 92) 10 golova - Josip Ratković (Croatia 92) - Goran Lovrić (Gospić 91) |

 Ažurirano: 12. lipnja 2019.

## Vanjske poveznice
- nogometnisavezlsz.hr, Nogometni savez Ličko-senjske županije